# Agra Fort
Agra Fort, Lal Qila, Agra Red Fort eller Red Fort er et imponerende fort i Agra i den indiske delstat Uttar Pradesh. Fortet er siden 1983 medtaget på UNESCO's liste over Verdens Kulturarv. Agra Fort ligger omkring 2,5 km nordvest for det endnu mere berømte monument, Taj Mahal. Ud over en funktion som fort  er det den imperiale herskers walled city – by befæstet af en ringmur.
Agra Fort er formentlig det mest betydningsfulde fort i Indien. Stormogulerne som Babur, Humayun, Akbar, Jehangir, Shah Jahan og Aurangzeb boede her, de havde deres hovedstad her, og herfra regerede de det store indiske mogulrige. Landets store rigdomme blev opbevaret her, det var herfra den økonomiske politik blev udformet, og det var her landets mønter blev præget. Agra Fort blev besøgt af udenlandske statsoverhoveder, ambassadører, fornemme og almindelige rejsende, som på forskellig måde har bidraget til at påvirke og udforme Indiens historie.

## Historie
Agra Fort er grundlagt af grupper af Chauhan Rajputs, der anvendte brændte mursten til det. Tidspunktet for opførelsen er ukendt. Fortet nævnes første gang i annalerne i år 1080, hvor en hærstyrke fra Ghazni i Afghanistan erobrer det. Sikandar Lodi (1487-1517) var den første sultan (hersker) fra Delhisultanatet, som flyttede til Agra og residerede i fortet. Herfra regerede han landet, og Agra fik status som landets anden hovedstad. Sikandar Lodi døde i fortet i 1517, men hans søn, Ibrahim Lodi, holdt stand i fortet i ni år, til han blev overvundet og dræbt ved Panipat i 1526. I denne periode blev der bygget adskillige paladser, moskeer og anlagt store arkitektoniske anlæg med brønde.
Efter Panipat erobrede mogulerne fortet, og de tilegnede sig et uvurderligt klenodie, der senere er blevet kaldt Kohinoordiamanten. Den første af Agras stormoguler, Babur, etablerede sig i Ibrahim-Paladset. Her byggede han en trappebrønd (stepwell eller baoli). Senere blev Humayun kronet i fortet i 1530. Humayun blev derefter slået af afghanske styrker i slaget ved Bilgram i 1530. Sher Shah holdt derefter fortet i fem år. I 1556 overvandt Mughal-styrker endegyldigt afghanerne i slaget ved Panipat.
Under inspektion af sit rige indså den store mogulhersker Akbar den betydningsfulde og centrale beliggenhed, som Agra havde i det indiske mogulrige. Derfor besluttede han at etablere sin hovedstad her, og han ankom hertil i 1558. Hans historieskriver Abdul Fazal beskriver, at stedet var domineret af et murstensfort benævnt "Badalgarh". Det var forfaldent og lå delvist i ruiner, hvorefter Akbar genopbyggede det i rød sandsten. Arkitekter havde tegnet fundamentet, og det var bygget med mursten inderst og med røde sandsten yderst. I alt medvirkede omkring 4.000 bygningsarbejdere, og de arbejdede på fortet gennem otte år, før det stod færdigt i 1573.
Det var dog først under Akbars barnebarn Shah Jahan, at fortet fik sin endelige udformning. Legenderne beskriver, hvorledes Shah Jahan byggede det smukke Taj Mahal som et monument for sin elskede hustru Mumtaz Mahal, der døde i barselseng. Taj Mahal blev anlagt på den anden side af floden med eminent udsigt fra fortet, og det blev bygget af hvid marmor med indlæg af guld og halvædelstene. Shah Jahan ændrede i øvrigt også dele af fortet, hvor ældre bygninger blev revet ned og måtte vige pladsen for hans ønsker.
Efter kontroverser med sin søn Aurangzeb fængsles Shah Jahan, og Aurangzeb overtog magten. Shah Jahan holdes derefter indespærret i fortet resten af sit liv, og rygterne siger, at Shah Jahan døde i tårnet Muasamman Burj, hvorfra der fra en marmorbalkon er en glimrende udsigt til Taj Mahal.
Under den indiske opstand mod englænderne i 1857 foregik et af slagene ved Agra Fort. Englænderne nedkæmpede senere opstanden, men opstanden markerede afslutningen på British East India Companys egenrådige herredømme over Indien og resulterede i en statslig overtagelse med et knapt hundredårigt direkte styre af den britiske regering og parlamentet i London til Indiens selvstændighed i 1947.